# Henrik Karlsson (ärkebiskop)
Henrik Karlsson (latin: Henricus Caroli), död 20 mars 1408, var en svensk präst och ärkebiskop av Uppsala stift från 1383 till sin död 1408.

## Biografi
Henrik Karlsson var bördig från Åbo stift, son till Karl Botvidsson och Kristina Vapparska. Han säges länge ha tillhört den heliga Birgittas umgänge i Rom och tillhörde sålunda, liksom sin företrädare Birger Gregersson och många andra av kyrkans styresmän i den tidens Sverige, den av den ryktbara sierskan företrädda religiösa riktningen.
Efter att flera år som kanik ha tillhört Uppsala stifts domkapitel valdes han 1383 till ärkebiskop. Han slöt sig vid brytningen efter Bo Jonssons död till det nationella partiet och deltog i de viktigaste uppgörelserna med drottning Margareta, åt vilken han även kunde försträcka en summa penningar mot inkomsterna av Jämtland som pant. Likaså var han med om det ryktbara unionsmötet i Kalmar 1397 och Eriks av Pommern kröning samt var en av de tio svenskar som satte sina sigill under det tillämnade unionsdokumentet.
Han åtnjöt stort anseende hos drottningen, utan att dock delta i någon större omfattning i sin tids politiska liv. Istället synes han med intresse ha ägnat sig åt sin ekonomi. Han var en förmögen man och god hushållare, bedrev ganska omfattande affärer och lade många gårdar under ärkebiskopsämbetet.
När han dog i mars 1408 hade han insatt domkyrkan som universalarvinge. Drottning Margareta sägs dock ha tagit hans skatter i besittning, och hans död betecknar början på en period av strider mellan Uppsala domkyrka och unionsregenterna, vilka försökte besätta ärkebiskopsstolen med sina gunstlingar.